# Ameles nana
Ameles nana — один з видів богомолів середземноморського та передньоазійського роду Ameles. Поширений у західному Середземномор'ї: на Піренейському півострові й у Алжирі.

## Опис
Невеликі, дуже тендітні богомоли, довжина тіла самця близько 3,3-3,5 см, самиці 3,5 см. Фасеткові очі конічні з добре видним верхівковим горбиком. Передьоспинка тендітна та довга. Передні ноги тонкі.

## Ареал
Поширений в Португалії, Іспанії, Алжирі.